# میرزا صالح شیرازی
میرزا محمد صالح شیرازی (میرزا صالح کازرونی) از نخستین دانش‌آموختگان ایرانی در اروپا و ناشر روزنامه‌ٔ کاغذ اخبار، نخستین روزنامه در ایران است. وی فرزند باقر کازرونی و متولد کازرون بود.
میرزا صالح در ۱۰ جمادی‌الثانی ۱۲۳۰ (۱۹ آوریل ۱۸۱۵) به اتفاق چهار نفر دیگر، به فرمان عباس میرزا نایب‌السلطنه و وزیر او میرزا عیسی قائم‌مقام برای تحصیل از تبریز به انگلستان فرستاده شد. پس از یادگیری زبان‌های انگلیسی و فرانسوی و تاریخ و طبیعیات و آموختن فن چاپ و حکاکی در ۲ شوال ۱۲۳۴ به ایران بازگشت. در این فاصله سفرنامه خود را نوشت. این سفرنامه بعدها به یکی از منابع الهام‌بخش در شکل‌گیری تجربه‌ای بومی از مدرنیته در ایران تبدیل شد. میرزا صالح در سفرنامهٔ خود اشاره‌ای به آموختن زبان‌های انگلیسی، فرانسوی و لاتین می‌کند. میرزا صالح کازرونی در بازگشت به ایران، با دستگاه چاپ، نخستین نشریهٔ ایران را (با تقلید اسم انگلیسی newspaper) با عنوان کاغذ اخبار در تهران به چاپ رساند.در کتب تاریخی و درسی ایران تا سال ۱۳۴۲ شمسی ( ۱۹۶۳ میلادی ) روزنامه وقایع اتفاقیه منتشره در زمان ناصرالدین شاه و نخست‌وزیری امیر کبیر بعنوان نخستین روزنامه ایران معرفی میشد که در سال ۱۸۵۱ میلادی منتشر شده بود. تحقیقات پروفسور حمید مولانا تاریخ روزنامه‌نگاری و نخستین روزنامه منتشره فارسی در ایران را ۱۴ سال عوض کرد. او در سال ۱۳۴۲ در تحقیقات خود در کتابخانه موزه بریتانیا در میان اوراق قدیمی و کهنه اسناد آن مؤسسه دو نسخه از نخستین روزنامه ایران بنام کاغذ اخبار را که در زمان محمد شاه قاجار در سال ۱۸۳۷ میلادی توسط میرزا صالح شیرازی چاپ و منتشر میشد کشف نمود و عکس نسخه این روزنامه را برای نخستین بار با خود در آن سال به ایران آورد.
میرزا صالح در ضمن یکی از داستان‌های سفرنامهٔ خود اشاره می‌کند که به وسیلهٔ بعضی رجال خیراندیش، وارد انجمن فراماسون‌ها شده‌است. او خود در دو جای سفرنامهٔ خود که به خط اوست به این موضوع تصریح کرده‌است؛ او در تاریخ پنجشنبه ۲۰ رجب ۱۲۳۳ هجری قمری می‌نویسد:
«… چون مدتها بود که خواهش دخول مجمع فراموشان را داشته فرصتی دست نمی‌داد تا اینکه مسترپارس، استاد اول فراموشان را دیده که داخل به محفل آنها شده باشم و قرارداد روزی را نمودند که در آنجا روم… روز ۲۰ رجب مطابق ۱۳ می به همراه مستر پارس و «دارسی» داخل به فراموشخانه گردیده شام خورده در ساعت یازده مراجعت کردم. زیاده ازین درین باب نگارش آن جایز نیست…»